# Решетниково (Опочецький район)
Решетниково (рос. Решетниково) — присілок в Опочецькому районі Псковської області Російської Федерації.
Населення становить 34 особи. Входить до складу муніципального утворення Глубоковська волость.

## Історія
Від 2015 року входить до складу муніципального утворення Глубоковська волость.

## Населення
| 2001 | 2002 | 2010 | 2013 | 2014 | 2015 | 2016 |
| ---- | ---- | ---- | ---- | ---- | ---- | ---- |
| 59   | ↘45  | ↘36  | ↗37  | ↗39  | ↘38  | ↘34  |